# Región de Kara
Kara es una de las cinco regiones de Togo. Kara es la capital regional. Otras ciudades importantes en la región de Kara son Bafilo, Bassar, y Niamtougou.
En esta región se encuentra Koutammakou, declarado patrimonio de la humanidad por la UNESCO en 2004.
A 92 km de Kara, en Keran se encuentra el parque nacional y reserva de caza. El parque cuenta con una superficie de 163.240 hectáreas y alberga una fauna rica y variada: elefantes, búfalos, antílopes, aves y primates. Además, existen los ríos Koumongou y Keran con sus bancos de peces.

## Prefecturas

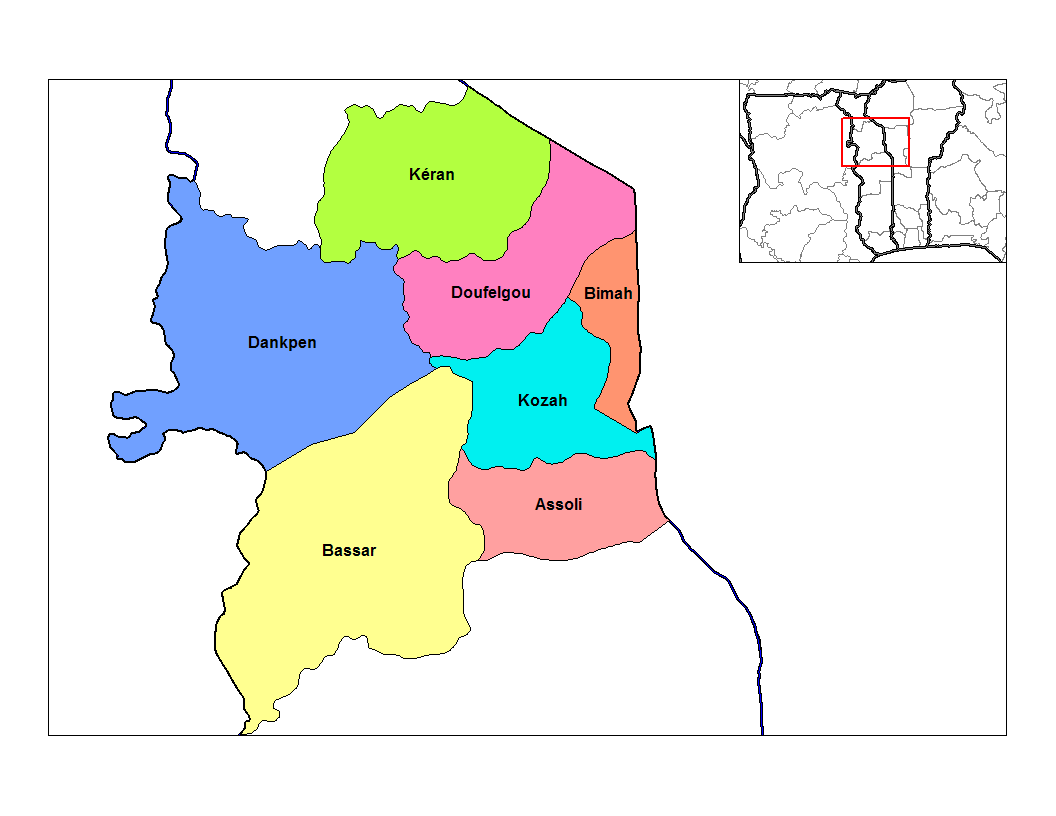
Prefecturas de Kara

- Assoli, capital Bafilo.
- Bassar, capital : Bassar.
- Binah, capital Pagouda.
- Dankpen, capital Guérin-Kouka.
- Doufelgou, capital Niamtougou.
- Prefectura de Kéran, capital Kandé
- Kozah, capital Kara.

- Datos: Q316216
- Multimedia: Kara Region / Q316216